# Maren Weigel
Maren Weigel (født 22. maj 1994 i Stuttgart, Tyskland) er en tysk håndboldspiller, der spiller i TuS Metzingen og Tysklands kvindehåndboldlandshold.